# Campeonato Mundial de Lucha de 2017
El LXVIII Campeonato Mundial de Lucha se celebró en París (Francia) entre el 21 y el 26 de agosto de 2017 bajo la organización de United World Wrestling (UWW) y la Federación Francesa de Lucha.
Las competiciones se realizaron en la Bercy Arena de la capital francesa.

## Calendario
| ● | Finales |

| Agosto de 2017 | Lun 21 | Mar 22 |
| -------------- | ------ | ------ |
| 59 kg          |        | ●      |
| 66 kg          |        | ●      |
| 71 kg          | ●      |        |
| 75 kg          | ●      |        |
| 80 kg          |        | ●      |
| 85 kg          | ●      |        |
| 98 kg          | ●      |        |
| 130 kg         |        | ●      |

| Agosto de 2017 | Mié 23 | Jue 24 |
| -------------- | ------ | ------ |
| 48 kg          |        | ●      |
| 53 kg          |        | ●      |
| 55 kg          | ●      |        |
| 58 kg          | ●      |        |
| 60 kg          |        | ●      |
| 63 kg          | ●      |        |
| 69 kg          |        | ●      |
| 75 kg          | ●      |        |

| Agosto de 2017 | Vie 25 | Sáb 26 |
| -------------- | ------ | ------ |
| 57 kg          | ●      |        |
| 61 kg          | ●      |        |
| 65 kg          |        | ●      |
| 70 kg          |        | ●      |
| 74 kg          |        | ●      |
| 86 kg          | ●      |        |
| 97 kg          |        | ●      |
| 125 kg         | ●      |        |

## Medallistas

### Lucha grecorromana masculina
| Evento         | Oro                      | Plata                           | Bronce                                                     |
| -------------- | ------------------------ | ------------------------------- | ---------------------------------------------------------- |
| 59 kg (22.08)  | Kenichiro Fumita Japón   | Mirambek Ainagulov · Kazajistán | Stepan Marianian · Rusia · Kim Seung-Hak · Corea del Sur   |
| 66 kg (22.08)  | Ryu Han-Su Corea del Sur | Mateusz Bernatek · Polonia      | Artiom Surkov · Rusia · Atakan Yüksel · Turquía            |
| 71 kg (21.08)  | Frank Stäbler · Alemania | Demeu Zhadyrayev · Kazajistán   | Bálint Korpási · Hungría · Mohamad Ali Gueraei · Irán      |
| 75 kg (21.08)  | Viktor Nemeš Serbia      | Tamás Lőrincz · Hungría         | Fatih Cengiz Turquía Saeid Abdevali Irán                   |
| 80 kg (22.08)  | Maxim Manukian Armenia   | Radzik Kuliyeu · Bielorrusia    | Pascal Eisele · Alemania · Elvin Mürsəliyev · Azerbaiyán   |
| 85 kg (21.08)  | Metehan Başar Turquía    | Denis Kudla · Alemania          | Hosein Nuri Irán Robert Kobliashvili Georgia               |
| 98 kg (21.08)  | Artur Alexanian Armenia  | Musa Yevloyev · Rusia           | Revaz Nadareishvili · Georgia · Balázs Kiss · Hungría      |
| 130 kg (22.08) | Rıza Kayaalp Turquía     | Heiki Nabi Estonia              | Óscar Pino Hinds · Cuba · Yasmani Acosta Fernández · Chile |

1. ↑  El ganador de la medalla de plata, el ruso Alexandr Chejirkin, dio positivo en un control antidopaje y fue descalificado por la FILA.[2]

### Lucha libre masculina
| Evento         | Oro                             | Plata                           | Bronce                                                     |
| -------------- | ------------------------------- | ------------------------------- | ---------------------------------------------------------- |
| 57 kg (25.08)  | Yuki Takahashi Japón            | Thomas Gilman Estados Unidos    | Andri Yatsenko · Ucrania · Erdenebatyn Bejbayar · Mongolia |
| 61 kg (25.08)  | Hacı Əliyev Azerbaiyán          | Gadzhimurad Rashidov · Rusia    | Vladimer Jinchegashvili · Georgia · Yowlys Bonne · Cuba    |
| 65 kg (26.08)  | Zurab Iakobishvili Georgia      | Magomedmurad Gadżijew · Polonia | Alan Gogayev · Rusia · Alejandro Valdés Tobier · Cuba      |
| 70 kg (26.08)  | Frank Chamizo · Italia          | James Green Estados Unidos      | Yuhi Fujinami · Japón · Akzhurek Tanatarov · Kazajistán    |
| 74 kg (26.08)  | Jordan Burroughs Estados Unidos | Jetag Tsabolov · Rusia          | Soner Demirtaş · Turquía · Ali Shabanau · Bielorrusia      |
| 86 kg (25.08)  | Hasan Yazdani Irán              | Boris Makojev · Eslovaquia      | Vladislav Valiyev · Rusia · J'den Cox · Estados Unidos     |
| 97 kg (26.08)  | Kyle Snyder Estados Unidos      | Abdulrashid Sadulayev · Rusia   | Aslanbek Alborov Azerbaiyán Gueorgui Ketoyev Armenia       |
| 125 kg (25.08) | Gueno Petriashvili Georgia      | Taha Akgül Turquía              | Nick Gwiazdowski Estados Unidos Levan Berianidze Armenia   |

### Lucha libre femenina
| Evento        | Oro                                | Plata                            | Bronce                                                                |
| ------------- | ---------------------------------- | -------------------------------- | --------------------------------------------------------------------- |
| 48 kg (24.08) | Yui Susaki Japón                   | Emilia Vuc · Rumania             | Kim Son-Hyang Corea del Norte Evin Demirhan Turquía                   |
| 53 kg (24.08) | Vanesa Kaladzinskaya · Bielorrusia | Mayu Mukaida Japón               | María Prevolaraki · Grecia · Roksana Zasina · Polonia                 |
| 55 kg (23.08) | Haruna Okuno Japón                 | Odunayo Adekuoroye Nigeria       | Becka Anne Leathers · Estados Unidos · Iryna Kurachkina · Bielorrusia |
| 58 kg (23.08) | Helen Maroulis Estados Unidos      | Marwa Amri Túnez                 | Michelle Fazzari · Canadá · Aisuluu Tynybekova · Kirguistán           |
| 60 kg (24.08) | Risako Kawai Japón                 | Allison Ragan Estados Unidos     | Anastasija Grigorjeva · Letonia · Johanna Mattsson · Suecia           |
| 63 kg (23.08) | Pürevdorzhiin Orjon Mongolia       | Yuliya Tkach · Ucrania           | Valeriya Lazinskaya · Rusia · Jackeline Rentería · Colombia           |
| 69 kg (24.08) | Sara Dosho Japón                   | Aline Focken · Alemania          | Koumba Larroque Francia Han Yue China                                 |
| 75 kg (23.08) | Yasemin Adar Turquía               | Vasilisa Marzaliuk · Bielorrusia | Hiroe Suzuki · Japón · Justina Di Stasio · Canadá                     |

## Medallero
| Núm. | País            | Oro | Plata | Bronce | Total |
| ---- | --------------- | --- | ----- | ------ | ----- |
| 1    | Japón           | 6   | 1     | 2      | 9     |
| 2    | Estados Unidos  | 3   | 3     | 3      | 9     |
| 3    | Turquía         | 3   | 1     | 4      | 8     |
| 4    | Georgia         | 2   | 0     | 3      | 5     |
| 5    | Armenia         | 2   | 0     | 2      | 4     |
| 6    | Bielorrusia     | 1   | 2     | 2      | 5     |
| 7    | Alemania        | 1   | 2     | 1      | 4     |
| 8    | Irán            | 1   | 0     | 3      | 4     |
| 9    | Azerbaiyán      | 1   | 0     | 2      | 3     |
| 10   | Corea del Sur   | 1   | 0     | 1      | 2     |
| 10   | Mongolia        | 1   | 0     | 1      | 2     |
| 12   | Italia          | 1   | 0     | 0      | 1     |
| 12   | Serbia          | 1   | 0     | 0      | 1     |
| 14   | Rusia           | 0   | 4     | 5      | 9     |
| 15   | Kazajistán      | 0   | 2     | 1      | 3     |
| 15   | Polonia         | 0   | 2     | 1      | 3     |
| 17   | Hungría         | 0   | 1     | 2      | 3     |
| 18   | Ucrania         | 0   | 1     | 1      | 2     |
| 19   | Eslovaquia      | 0   | 1     | 0      | 1     |
| 19   | Estonia         | 0   | 1     | 0      | 1     |
| 19   | Nigeria         | 0   | 1     | 0      | 1     |
| 19   | Rumania         | 0   | 1     | 0      | 1     |
| 19   | Túnez           | 0   | 1     | 0      | 1     |
| 24   | Cuba            | 0   | 0     | 3      | 3     |
| 25   | Canadá          | 0   | 0     | 2      | 2     |
| 26   | Chile           | 0   | 0     | 1      | 1     |
| 26   | China           | 0   | 0     | 1      | 1     |
| 26   | Colombia        | 0   | 0     | 1      | 1     |
| 26   | Corea del Norte | 0   | 0     | 1      | 1     |
| 26   | Francia         | 0   | 0     | 1      | 1     |
| 26   | Grecia          | 0   | 0     | 1      | 1     |
| 26   | Kirguistán      | 0   | 0     | 1      | 1     |
| 26   | Letonia         | 0   | 0     | 1      | 1     |
| 26   | Suecia          | 0   | 0     | 1      | 1     |
|      | TOTAL           | 24  | 24    | 48     | 96    |